# Gadaka

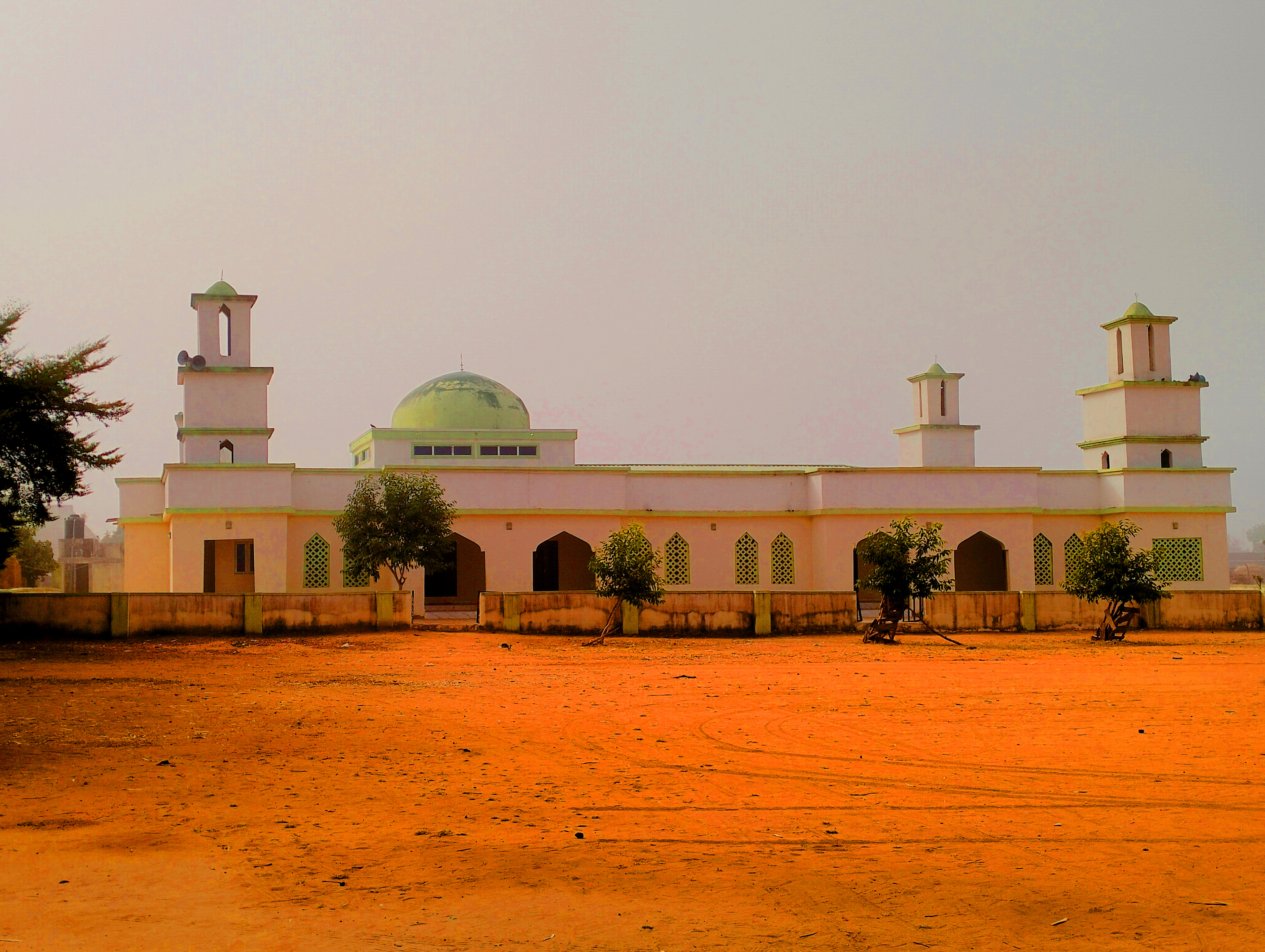
Gudi Emirate Moschee in Gadaka (2022)

Gadaka (oder auch Gadaki) ist eine nigerianische Stadt im Bundesstaat Yobe.
Gadaka liegt durchschnittlich 452 Meter über dem Meeresspiegel.

## Geschichte
Weihnachten 2011 führte die islamistische Gruppierung Boko Haram in Gadaka einen Bombenanschlag vor einer Kirche aus. Es wurde dabei niemand verletzt.